# 소울메이트 (2023년 영화)
소울메이트는 대한민국에서 제작된 민용근 감독의 영화이다. 2023년 3월 15일에 개봉했으며 2016년에 개봉된 중국의 영화 《안녕, 나의 소울메이트》의 리메이크 작품이기도 하다. 김다미 등이 주연으로 출연하였다.

## 출연

### 주연
- 김다미

- 전소니

- 변우석

### 조연
- 장혜진 :

- 박충선 :

- 강말금

- 현봉식 :

- 남윤수